# Acrolepia trapezopa
Acrolepia trapezopa is een vlinder uit de familie van de koolmotten (Plutellidae). De wetenschappelijke naam van deze soort is voor het eerst geldig gepubliceerd in 1914 door Meyrick.
De soort komt voor in het Afrotropisch gebied.